# Llista d'asteroides/67001–67100
| Nom     | Designació provisional | Data de descobriment | Lloc de descobriment | Descobridor/s        |
| ------- | ---------------------- | -------------------- | -------------------- | -------------------- |
| 67001 - | 1999 XN117             | 5 de desembre, 1999  | Catalina             | CSS                  |
| 67002 - | 1999 XJ118             | 5 de desembre, 1999  | Catalina             | CSS                  |
| 67003 - | 1999 XU118             | 5 de desembre, 1999  | Catalina             | CSS                  |
| 67004 - | 1999 XU119             | 5 de desembre, 1999  | Catalina             | CSS                  |
| 67005 - | 1999 XZ120             | 5 de desembre, 1999  | Catalina             | CSS                  |
| 67006 - | 1999 XD121             | 5 de desembre, 1999  | Catalina             | CSS                  |
| 67007 - | 1999 XM121             | 5 de desembre, 1999  | Catalina             | CSS                  |
| 67008 - | 1999 XD122             | 7 de desembre, 1999  | Catalina             | CSS                  |
| 67009 - | 1999 XS122             | 7 de desembre, 1999  | Catalina             | CSS                  |
| 67010 - | 1999 XD123             | 7 de desembre, 1999  | Catalina             | CSS                  |
| 67011 - | 1999 XR123             | 7 de desembre, 1999  | Catalina             | CSS                  |
| 67012 - | 1999 XL124             | 7 de desembre, 1999  | Catalina             | CSS                  |
| 67013 - | 1999 XY124             | 7 de desembre, 1999  | Catalina             | CSS                  |
| 67014 - | 1999 XJ125             | 7 de desembre, 1999  | Catalina             | CSS                  |
| 67015 - | 1999 XB126             | 7 de desembre, 1999  | Catalina             | CSS                  |
| 67016 - | 1999 XL130             | 12 de desembre, 1999 | Socorro              | LINEAR               |
| 67017 - | 1999 XV132             | 12 de desembre, 1999 | Socorro              | LINEAR               |
| 67018 - | 1999 XY133             | 12 de desembre, 1999 | Socorro              | LINEAR               |
| 67019 - | 1999 XF137             | 13 de desembre, 1999 | Modra                | L. Kornoš, J. Tóth   |
| 67020 - | 1999 XS137             | 11 de desembre, 1999 | Uccle                | T. Pauwels           |
| 67021 - | 1999 XG143             | 15 de desembre, 1999 | Fountain Hills       | C. W. Juels          |
| 67022 - | 1999 XO147             | 7 de desembre, 1999  | Kitt Peak            | Spacewatch           |
| 67023 - | 1999 XP152             | 13 de desembre, 1999 | Anderson Mesa        | LONEOS               |
| 67024 - | 1999 XS153             | 7 de desembre, 1999  | Socorro              | LINEAR               |
| 67025 - | 1999 XU155             | 8 de desembre, 1999  | Socorro              | LINEAR               |
| 67026 - | 1999 XX155             | 8 de desembre, 1999  | Socorro              | LINEAR               |
| 67027 - | 1999 XE164             | 8 de desembre, 1999  | Socorro              | LINEAR               |
| 67028 - | 1999 XH164             | 8 de desembre, 1999  | Socorro              | LINEAR               |
| 67029 - | 1999 XH166             | 10 de desembre, 1999 | Socorro              | LINEAR               |
| 67030 - | 1999 XJ166             | 10 de desembre, 1999 | Socorro              | LINEAR               |
| 67031 - | 1999 XX166             | 10 de desembre, 1999 | Socorro              | LINEAR               |
| 67032 - | 1999 XV167             | 10 de desembre, 1999 | Socorro              | LINEAR               |
| 67033 - | 1999 XN169             | 10 de desembre, 1999 | Socorro              | LINEAR               |
| 67034 - | 1999 XN170             | 10 de desembre, 1999 | Socorro              | LINEAR               |
| 67035 - | 1999 XO171             | 10 de desembre, 1999 | Socorro              | LINEAR               |
| 67036 - | 1999 XS171             | 10 de desembre, 1999 | Socorro              | LINEAR               |
| 67037 - | 1999 XC181             | 12 de desembre, 1999 | Socorro              | LINEAR               |
| 67038 - | 1999 XC182             | 12 de desembre, 1999 | Socorro              | LINEAR               |
| 67039 - | 1999 XT183             | 12 de desembre, 1999 | Socorro              | LINEAR               |
| 67040 - | 1999 XL187             | 12 de desembre, 1999 | Socorro              | LINEAR               |
| 67041 - | 1999 XR187             | 12 de desembre, 1999 | Socorro              | LINEAR               |
| 67042 - | 1999 XF188             | 12 de desembre, 1999 | Socorro              | LINEAR               |
| 67043 - | 1999 XS188             | 12 de desembre, 1999 | Socorro              | LINEAR               |
| 67044 - | 1999 XF189             | 12 de desembre, 1999 | Socorro              | LINEAR               |
| 67045 - | 1999 XZ191             | 12 de desembre, 1999 | Socorro              | LINEAR               |
| 67046 - | 1999 XX192             | 12 de desembre, 1999 | Socorro              | LINEAR               |
| 67047 - | 1999 XU193             | 12 de desembre, 1999 | Socorro              | LINEAR               |
| 67048 - | 1999 XJ203             | 12 de desembre, 1999 | Socorro              | LINEAR               |
| 67049 - | 1999 XB204             | 12 de desembre, 1999 | Socorro              | LINEAR               |
| 67050 - | 1999 XT204             | 12 de desembre, 1999 | Socorro              | LINEAR               |
| 67051 - | 1999 XP206             | 12 de desembre, 1999 | Socorro              | LINEAR               |
| 67052 - | 1999 XY207             | 13 de desembre, 1999 | Socorro              | LINEAR               |
| 67053 - | 1999 XZ207             | 13 de desembre, 1999 | Socorro              | LINEAR               |
| 67054 - | 1999 XR209             | 13 de desembre, 1999 | Socorro              | LINEAR               |
| 67055 - | 1999 XC211             | 13 de desembre, 1999 | Socorro              | LINEAR               |
| 67056 - | 1999 XL212             | 14 de desembre, 1999 | Socorro              | LINEAR               |
| 67057 - | 1999 XS229             | 7 de desembre, 1999  | Catalina             | CSS                  |
| 67058 - | 1999 XY229             | 7 de desembre, 1999  | Catalina             | CSS                  |
| 67059 - | 1999 XZ229             | 7 de desembre, 1999  | Anderson Mesa        | LONEOS               |
| 67060 - | 1999 XD230             | 7 de desembre, 1999  | Anderson Mesa        | LONEOS               |
| 67061 - | 1999 XK233             | 3 de desembre, 1999  | Socorro              | LINEAR               |
| 67062 - | 1999 XU233             | 4 de desembre, 1999  | Anderson Mesa        | LONEOS               |
| 67063 - | 1999 XM244             | 4 de desembre, 1999  | Catalina             | CSS                  |
| 67064 - | 1999 XM260             | 7 de desembre, 1999  | Catalina             | CSS                  |
| 67065 - | 1999 XW261             | 3 de desembre, 1999  | Socorro              | LINEAR               |
| 67066 - | 1999 YO                | 16 de desembre, 1999 | Socorro              | LINEAR               |
| 67067 - | 1999 YC6               | 30 de desembre, 1999 | Socorro              | LINEAR               |
| 67068 - | 1999 YO25              | 27 de desembre, 1999 | Kitt Peak            | Spacewatch           |
| 67069 - | 2000 AQ1               | 2 de gener, 2000     | Kleť                 | Kleť                 |
| 67070 - | 2000 AZ2               | 1 de gener, 2000     | San Marcello         | L. Tesi, A. Boattini |
| 67071 - | 2000 AA7               | 2 de gener, 2000     | Socorro              | LINEAR               |
| 67072 - | 2000 AY11              | 3 de gener, 2000     | Socorro              | LINEAR               |
| 67073 - | 2000 AG14              | 3 de gener, 2000     | Socorro              | LINEAR               |
| 67074 - | 2000 AC15              | 3 de gener, 2000     | Socorro              | LINEAR               |
| 67075 - | 2000 AD15              | 3 de gener, 2000     | Socorro              | LINEAR               |
| 67076 - | 2000 AC19              | 3 de gener, 2000     | Socorro              | LINEAR               |
| 67077 - | 2000 AQ21              | 3 de gener, 2000     | Socorro              | LINEAR               |
| 67078 - | 2000 AW26              | 3 de gener, 2000     | Socorro              | LINEAR               |
| 67079 - | 2000 AL27              | 3 de gener, 2000     | Socorro              | LINEAR               |
| 67080 - | 2000 AC29              | 3 de gener, 2000     | Socorro              | LINEAR               |
| 67081 - | 2000 AL31              | 3 de gener, 2000     | Socorro              | LINEAR               |
| 67082 - | 2000 AY32              | 3 de gener, 2000     | Socorro              | LINEAR               |
| 67083 - | 2000 AW34              | 3 de gener, 2000     | Socorro              | LINEAR               |
| 67084 - | 2000 AY38              | 3 de gener, 2000     | Socorro              | LINEAR               |
| 67085 - | 2000 AG42              | 4 de gener, 2000     | Gnosca               | S. Sposetti          |
| 67086 - | 2000 AY45              | 3 de gener, 2000     | Socorro              | LINEAR               |
| 67087 - | 2000 AL51              | 4 de gener, 2000     | Socorro              | LINEAR               |
| 67088 - | 2000 AN51              | 4 de gener, 2000     | Socorro              | LINEAR               |
| 67089 - | 2000 AW51              | 4 de gener, 2000     | Socorro              | LINEAR               |
| 67090 - | 2000 AC52              | 4 de gener, 2000     | Socorro              | LINEAR               |
| 67091 - | 2000 AJ52              | 4 de gener, 2000     | Socorro              | LINEAR               |
| 67092 - | 2000 AA53              | 4 de gener, 2000     | Socorro              | LINEAR               |
| 67093 - | 2000 AY53              | 4 de gener, 2000     | Socorro              | LINEAR               |
| 67094 - | 2000 AC62              | 4 de gener, 2000     | Socorro              | LINEAR               |
| 67095 - | 2000 AU67              | 4 de gener, 2000     | Socorro              | LINEAR               |
| 67096 - | 2000 AL70              | 5 de gener, 2000     | Socorro              | LINEAR               |
| 67097 - | 2000 AF71              | 5 de gener, 2000     | Socorro              | LINEAR               |
| 67098 - | 2000 AN74              | 5 de gener, 2000     | Socorro              | LINEAR               |
| 67099 - | 2000 AK76              | 5 de gener, 2000     | Socorro              | LINEAR               |
| 67100 - | 2000 AL76              | 5 de gener, 2000     | Socorro              | LINEAR               |